# Genealogia deorum gentilium

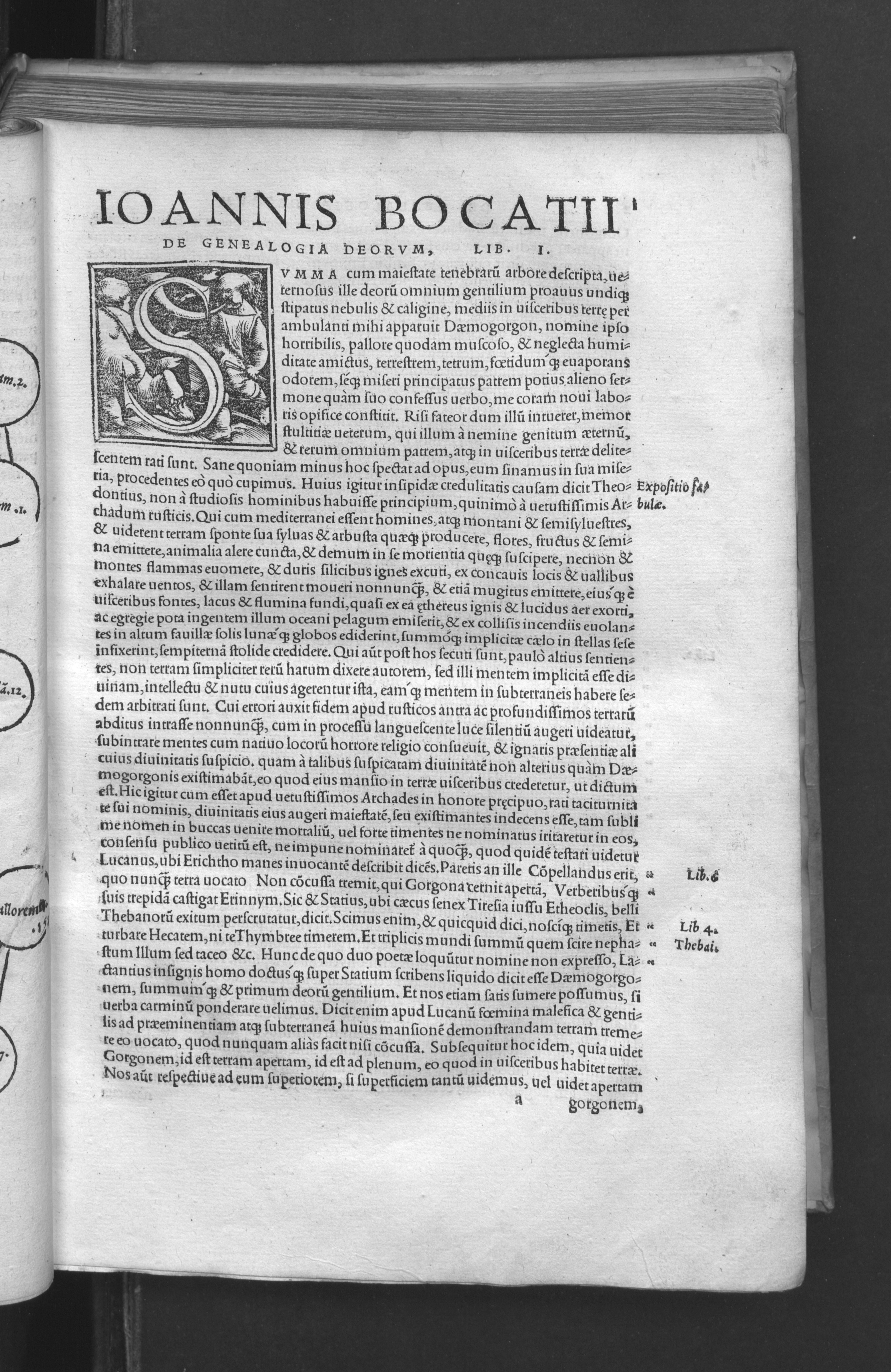
Genealogia deorum gentilium, 1532

La Genealogia deorum gentilium coneguda en català com a Genealogia dels déus pagans és un recull de llegendes de les mitologies grega i romana escrit en llatí pel poeta i autor italià Giovanni Boccaccio a partir de l'any 1360. Segons Boccaccio escriu al prefaci, va emprendre el projecte a petició d'Hug IV de Xipre.
La primera versió va ser completada l'any 1360, i l'autor va corregir i revisar l'obra fins a la seva mort al 1374, de manera que existeixen diverses versions de l'obra copiades de manuscrits diferents. Mentre Boccaccio va ser viu i durant els dos segles següents, aquesta fou considerada la seva obra més important.
La totalitat de les genealogies dels Déus clàssics són descrites en quinze llibres.

## Edicions impreses
La primera edició impresa es va fer a Venècia l'any 1472, en una edició de la Genealogia amb altres textos de Boccaccio. Poc després apareix una edició al 1473 que fou el primer llibre imprès a Lovaina. Es van publicar quatre incunables més i una traducció al francès realitzada entre els anys 1498 i 1499. El llibre era força popular, i això va motivar diverses reimpressions durant el segle xvi, algunes il·lustrades.